# Удільна роздробленість
Удільна роздробленість — територіально-політичний устрій Русі (Київської Русі та її наступників 13—14 ст.), який усталився протягом 12 ст., характеризувався співіснуванням політично незалежних земель-князівств, що утворилися на основі князівських уділів, і, таким чином, становив завершальну стадію династичного партикуляризму. Князівські уділи можна простежити на Русі з 10 ст.; саме існування уділів було атрибутом сюзеренітету колективного (братського співволодіння) князівського роду і не означало У.р., яка виникла якраз тоді, коли великі уділи політично стабілізувалися під владою тієї чи іншої гілки єдиної князівської династії Рюриковичів, перетворилися в їхні «отчини» (див. Вотчина) і, таким чином, втратили характер власне уділів.
Остаточно тенденція до У.р. взяла гору на середину 12 ст., після невдалої спроби династичної реформи київських князів Володимира Мономаха та його старшого сина Мстислава Великого, спрямованої на створення Київського князівства на чолі з нащадками Мстислава Великого, яке б домінувало в загальноруському масштабі. У 1130—70-х рр. в результаті боротьби за київський стіл між волинсько-смоленськими Мстиславичами, владимиро-суздальськими молодшими Мономашичами (Юрієм Долгоруким та його нащадками) і чернігівськими Ольговичами з усією визначеністю проявився політичний поліцентризм Русі, який аж ніяк не був лінійним. Князі Волинської (Ізяслав Мстиславич та його нащадки), Смоленської (гніздо Ростислава Мстиславича — Ростиславичі Смоленські), Владимиро-Суздальської і Чернігівської земель (див. Волинське князівство, Владимиро-Суздальське князівство, Чернігівське князівство) розглядали Київську землю (в якій у силу традиційного погляду на Київ як на загальноруський стіл власна династія не утворилася) в якості предмета політичних домагань. У той же час князі земель Галицької (за правління там Ростиславичів Галицьких, до зламу 12— 13 ст.; див. Галицьке князівство) і Полоцької були політично цілком незалежними, але таких домагань ніколи не виявляли. У Новгороді Великому, куди раніше призначали князя з Києва, у 1-й половині 12 ст. сформувалася загальновизнана «вільність у князях», яка давала можливість запрошувати сюди князів з різних гілок династії. Землі Турово-Пінська (див. Турово-Пінське князівство), Муромо-Рязанська і Городенське князівство (на Німані), маючи власні князівські династії, але не маючи достатніх військових ресурсів, були змушені тією чи іншою мірою залежати від потужніших сусідів. Переяславську землю (Переяславське князівство) слід розглядати радше як владимиро-суздальський ексклав у Середньому Подніпров'ї.
Механізм У.р. діяв — де більш, де менш виразно — і всередині окремих земель. Найбільш активно він запрацював у Владимиро-Суздальській землі, де, проте, тенденція до політичного дроблення компенсувалася наявністю сильного великого княжіння у Владимирі (нині місто в РФ), стіл якого займав у домонгольський час генеалогічно старійший у роді. Досить помітна У.р. на Волині, де в поколінні синів Ізяслава Мстиславича (п. 1154) утворилися володимиро-волинська вотчина Мстислава Ізяславича і луцька вотчина Ярослава Ізяславича; згодом, з останньої чверті 12 ст., до них додалося Белзьке князівство Всеволода Мстиславича та його нащадків. У Чернігівській землі картина У.р. сильно розмита як браком відомостей, так і підвищеною мобільністю князів; але у 2-й пол. 13 ст. і тут бачимо швидке формування півн.-східних князівств (Новосильського, Карачевського, Тарусько-Оболенського) під владою молодших синів чернігівського князя Михаїла Всеволодича (убитий 1246). Майже ніяких ознак У.р. не видно у Смоленській землі, можливо, за сумнівним винятком Торопецького князівства (належало нащадкам молодшого з Ростиславичів — Мстислава, який помер 1180), а також пізніших, післямонгольського часу, Вяземського, Можайського та деяких ін. князівств. Зовсім не видно У.р. в Галицькій землі — ані за нащадків Володимирка Володаревича (п. 1152), ані за нащадків Данила Галицького, що, втім, можна пояснити чисто генеалогічними причинами. Про Полоцьку землю важко сказати щось певне за браком відомостей.
Така картина з усією чіткістю видає походження У.р. з власне династичних обставин колективного сюзеренітету. Тому видається великим спрощенням ототожнювати кінець єдиновладдя в Давньоруській державі після смерті київського князя Ярослава Мудрого (1054) з початком У.р. (В.Кучкін). Трохи більше виправданий погляд на перші стійкі уділи-вотчини 11 ст. т. зв. князів-ізгоїв, тобто князів, які випадали із системи братського співволодіння, — полоцьких Ізяславичів і південноволинських (згодом — галицьких) Ростиславичів — як на своєрідних передвісників У.р. (М.Котляр). І все ж за своєю сутністю такі «ізгойські» уділи-вотчини про початок У.р. у власному розумінні ще не свідчать, оскільки де-юре, за династичними поняттями того часу, вони перебували під верховною владою київських князів. Отже, попри династичну основу і династичну зовнішню форму, У.р. за природою цілком династичною не була.
Питання про природу У.р. на Русі непросте. Погляд на неї як на роздробленість феодальну, що панував у науці радянського часу, слід визнати непереконливим за будь-якого визначення феодалізму. За політико-юридичного його розуміння механізм, який призводив у Зах. Європі до феодальної роздробленості (васалітет, делегування васалу суми політичних і правових прерогатив), на Русі не міг діяти за браком хоча б скільки вираженого васалітету — якщо, звичайно, не вбачати васалітет в ієрархії міжкнязівських відносин, як то часто робили. При політико-економічному визначенні феодалізму не видно, як відчуження додаткового продукту позаекономічним примусом (це відчуження тлумачать як феодальну ренту), призводячи до утворення великого землеволодіння (князівського, боярського), могло мати результатом політичну роздробленість. Навіть найбільш чіткі випадки кристалізації великої боярської вотчини — напр., у Новгородській чи Галицькій землях (див. також Галицькі бояри) — вели не до дроблення цих земель, а зовсім навпаки, супроводжували їхнє становлення як окремих політичних організмів. Формування великої земельної вотчини було пов'язане з У.р. непрямо, тією мірою, якою і вотчина, і У.р. були наслідком визрівання регіональної знаті. Адже утворення місцевої, земельної, боярської еліти йшло паралельно з утворенням місцевих князівських династій, незалежно від останнього; приклад Києва і Новгорода 12 ст., де місцева знать була розвинута, а власна князівська династія не склалася, добре це демонструє. Осідання колись дружинної, тобто пов'язаної винятково з князем, знаті на землю, поза сумнівом, породжувало тенденцію до політичного партикуляризму, підсилюючи власне династичні механізми дроблення. Така інтерпретація У.р. лежала б у руслі сучасної світової науки, яка все більшого значення в процесах політогенезу надає взаємодії королівської (князівської) влади із земельними елітами.
У політичній системі, яку породила на Русі У.р., незалежність земель-князівств не була абсолютною, про що свідчить існування сполучних політичних структур та політико-ідеологічних концептів. До таких структур належала загальноруська митрополія із центром у Києві, а також інститути (князівські з'їзди (див. Снем) і спільні походи в степ, територіальні «причастя» некиївських князів на Київщині та ін.), в яких реалізовувалася загальна відповідальність найголовніших князів за захист Київської землі, яка (відповідальність) йшла від колективного сюзеренітету; це достатньо ілюструють і позалітописні тексти — напр. «Слово о полку Ігоревім». Династична свідомість князів епохи У.р. продовжувала зберігати загальноруську складову, як це демонструє, зокрема, історія боротьби за виморочний галицький стіл після смерті бл. 1199 Володимира Ярославича — останнього галицького князя з роду Ростиславичів.
У соціальному, економічному і культурному аспектах епоха У.р. (до монголо-татарської навали) була добою активного розвитку давньоруських земель: освоєння нових теренів, будівництва міст, зростання ремісничого виробництва і торгівлі, розквіту писемності та мистецтва. Як і хід державно-політичної еволюції, ці процеси були надзвичайно загальмовані, а де-не-де і перервані монгольським розоренням середини 13 ст. та руїною, яка прийшла за ним.

## Рекомендована література
- Пресняков А. Е. Княжое право в Древней Руси: Лекции по русской истории. СПб., 1909
- Пашуто В. Т. Черты политического строя древней Руси. В кн.: Древнерусское государство и его международное значение. М., 1965
- Його ж. Историческое значение периода феодальной раздробленности на Руси. В кн.: Польша и Русь. М., 1974
- Толочко А. П. Князь в Древней Руси: власть, собственность, идеология. К., 1992
- Горский А. А. Русские земли в XIII—XIV веках: пу-ти политического развития. М., 1996
- Котляр Н. Ф. Древнерусская государственность. СПб., 1998
- Свердлов М. Б. Домонгольская Русь. СПб., 2003
- Котляр Н. Ф. Жестокий мир средневековой Руси: Русь времен удельной раздробленности. «Древняя Русь: вопросы медиевистики», 2012, № 2 (48)
- Кучкин В. А. О времени существования Древнерусского государства (историография вопроса). «Исторический вестник», 2012, т. 1 (148)